# Next Mars Orbiter
Next Mars Orbiter (o NeMO), precedentemente conosciuto come Mars 2022 Orbiter, è un satellite per telecomunicazioni marziano proposto dalla NASA con un carico fotografico ad alta risoluzione e 2 propulsori ionici ad energia solare.
L'orbiter è stato proposto per essere lanciato nel settembre 2022 per collegare i controllori a Terra con i rover e i lander ed ampliare le capacità di mappatura del pianeta dopo che verranno persi i contatti con il Mars Reconnaissance Orbiter ed il 2001 Mars Odyssey. La NASA ha tuttavia comunicato di aver sospeso la missione concentrandosi prima sulla missione di raccolta campioni prevista dalla missione congiunta tra NASA ed ESA, la NASA-ESA Mars Sample Return, cercando di mantenere in vita il MRO anche per la seconda metà degli anni 2020.

## Caratteristiche

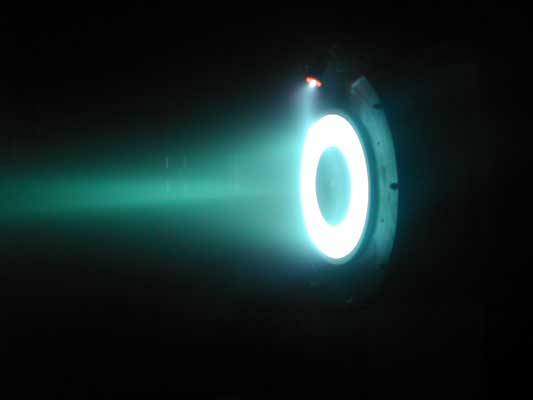
Un propulsore ionico da 2 kW operativo come parte del Hall Thruster Experiment al Princeton Plasma Physics Laboratory

Le caratteristiche chiave sotto studio includono motori elettrici a propulsione solare, migliori pannelli solari, e comunicazioni in banda larga al laser (comunicazione ottica) tra la Terra e Marte.
L'orbiter è concettualmente simile al Mars Telecommunications Orbiter, cancellato nel 2005, e potrebbe essere un precursore tecnologico per una futura missione di ritorno di campioni e spedizioni umane su Marte. Robert Lock sta guidando i concetti di studio dell'orbiter.
La preoccupazione della NASA è che gli attuali satelliti per telecomunicazioni su Marte, il 2001 Mars Odyssey e il Mars Reconnaissance Orbiter, potrebbero smettere di funzionare, costringendo all'impiego dell'orbiter scientifico MAVEN come ripetitore di backup. Tuttavia, l'orbita altamente ellittica del MAVEN sarebbe inutile per questo genere di operazioni.
Un'altra caratteristica suggerita dagli studi è la possibilità di catturare i campioni raccolti dal Mars 2020 che, una volta posti in orbita su Marte da un futuro veicolo di lancio marziano, sarebbero inviati a Terra.

### Propulsione
L'orbiter proposto verrebbe alimentato da 2 propulsori ionici a pannelli solari; un motore sarebbe attivo mentre l'altro fungerebbe da riserva. L'energia elettrica ai motori verrebbe fornita da pannelli solari avanzati che genererebbero 20 kW.
Un propulsore ionico fornirebbe alla sonda una significativa flessibilità orbitale per supporto a lungo termine a future missioni, opportunistici fly-by di Phobos e Deimos, con capacità aggiunte di supporto orbitale - rendez-vous e cattura - per una missione di ritorno di campioni. Un motore ionico permetterebbe anche di accedere a multiple latitudini e altitudini per ottimizzare i contatti.

### Carico suggerito
- Comunicazioni laser a banda larga (comunicazione ottica) tra la Terra e Marte;[1][2][5]
- fotocamera ad alta risoluzione (30 cm/pixel);
- potenziale per rendezvous e cattura di campioni di suolo;
- rilevamento e mappatura del ghiaccio;[10]
- potenziale per strumenti addizionali da partner internazionali.

## Stato
La NASA considera il Next Mars Orbiter un supporto orbitale fondamentale per il ritorno di campioni, significativo nel mantenere l'infrastruttura delle telecomunicazioni marziana e desiderabile per la continuità dello studio remoto del pianeta. Il budget per l'anno fiscale 2017 ha fornito 10 milioni di dollari per iniziare il primo lavoro concettuale sull'orbiter marziano proposto. Nel luglio 2016 il Jet Propulsion Laboratory assegnò 5 sottocontratti da 400.000 dollari per seguire studi concettuali a Boeing, Lockheed Martin Space Systems, Northrop Grumman Aerospace Systems, Orbital ATK e Space Systems/Loral.